# Joe Flanigan
Joe Flanigan (Los Angeles, Californië, 5 januari 1967) is een Amerikaanse acteur, bekend als Majoor (Lt. Colonel) John Sheppard in de serie Stargate Atlantis.

## Biografie
Flanigan had eerst een andere naam namelijk, Joseph Dunnigan, III. Zijn naam is veranderd naar Joseph Flanigan toen hij werd geadopteerd door zijn stiefvader, John Flanigan. Toen hij 6 was verhuisde zijn familie naar een kleine boerderij in de buurt van Reno, Nevada in Amerika. Wanneer hij 14 was, ging hij naar een kostschool in Ojai, California, waar hij een rol kreeg in een toneelstuk Streetcar Named Desire. Flanigan nam acteerlessen om zijn verlegenheid te overwinnen, hij was nooit van plan om te acteren.

## Filmografie

### Acteur
| Jaar | Titel                                                | Rol                          | Noot                                                        |
| ---- | ---------------------------------------------------- | ---------------------------- | ----------------------------------------------------------- |
| 1994 | Surgical Strike                                      | Reed                         | FMV game                                                    |
| 1994 | Danielle Steels Family Album                         | Lionel Thayer                |                                                             |
| 1995 | Deadline for Murder: From the Files of Edna Buchanan | Scott Cameron                |                                                             |
| 1995 | A Reason to Believe                                  | Eric Sayles                  |                                                             |
| 1995 | Sisters                                              | Brian Cordovas               | 1995-1996                                                   |
| 1997 | The First to Go                                      | Peter Cole                   |                                                             |
| 1997 | Tell Me No Secrets                                   | Adam Stiles                  |                                                             |
| 1997 | Murphy Brown                                         | Scott Hamon                  | Aflevering 10.8 "From Here to Jerusalem"                    |
| 1998 | Man Made                                             | Tom Trey Palmer              |                                                             |
| 1998 | Dawson's Creek                                       | Vince                        | Aflevering 2.4 "Tamara's Return" and 2.5 "Full Moon Rising" |
| 1998 | Cupid                                                | Alex DeMouy                  | Aflevering 1.6 to 1.9                                       |
| 1999 | The Force                                            |                              |                                                             |
| 1999 | The Other Sister                                     | Jeff Reed                    |                                                             |
| 1999 | Providence                                           | Dr. David Marcus             | Aflevering 1.8 to 1.11                                      |
| 2000 | Sherman's March                                      | Pete Sherman                 |                                                             |
| 2000 | Profiler                                             | Dr. Tom Arquette             | Aflevering 4.12 to 4.15                                     |
| 2002 | First Monday                                         | Julian Lodge                 |                                                             |
| 2002 | Farewell to Harry                                    | Nick Sennet                  |                                                             |
| 2002 | Birds of Prey                                        | Detective Claude Morton      | Aflevering 1.3 "Prey for the Hunter"                        |
| 2002 | Judging Amy                                          | Tobin Hayes                  | Aflevering 4.7 "Damage Control"                             |
| 2003 | 111 Gramercy Park                                    | Jack Philips                 |                                                             |
| 2003 | Tru Calling                                          | Andrew Webb                  | Aflevering 1.3 "Brother's Keeper"                           |
| 2003 | Thoughtcrimes                                        | NSA Agent Brendan Dean       |                                                             |
| 2004 | CSI: Miami                                           | Mike Sheridan                | Aflevering 2.14 "Slow Burn"                                 |
| 2004 | Stargate Atlantis                                    | Major/Lt. Col. John Sheppard | (2004-2009)                                                 |
| 2005 | Silent Men                                           | Regis                        |                                                             |
| 2006 | Stargate SG-1                                        | Lt. Col. John Sheppard       | Aflevering 10.3 "The Pegasus Project"                       |
| 2007 | Women's Murder Club                                  | FBI Agent John Ash           |                                                             |
| 2009 | Warehouse 13                                         | Jeffrey Weaver               | Aflevering 1.6 "Elements"                                   |
| 2010 | The Other Side                                       | Kolonel Synn                 |                                                             |
| 2012 | 6 Bullets                                            | Andrew Fayden                |                                                             |

### Schrijver
| Jaar | Titel               | Episode                                      |
| ---- | ------------------- | -------------------------------------------- |
| 2004 | "Stargate Atlantis" | TV Series aflevering 2.12 "Epiphany" (story) |
| 2008 | "Stargate Atlantis" | TV Series aflevering 4.15 "Outcast" (story)  |